# Johann Valentin Meder
Pour les articles homonymes, voir Meder.
Johann Valentin Meder (né le 3 mai 1649 à Wasungen et mort en juillet 1719 à Riga) est un chanteur (ténor), compositeur et organiste.

## Biographie
Johann Valentin Meder est le fils du chantre Johann Erhard Meder. Il étudie d'abord la théologie à Leipzig (1669), mais ne termine pas ses études et à partir de 1671 mène une vie instable de musicien dans diverses positions professionnelles, qui le conduit en 1685 à Riga en passant par Gotha, Cassel, Brême, Hambourg, Copenhague, Lübeck et Reval, où il devient professeur en 1680 comme cantor de lycée et écrit l'opéra Die beständige Argenia,. Avant de retourner définitivement à Riga, il fait de courts séjours à Dantzig et à Königsberg. À Riga, il travaille comme organiste de cathédrale jusqu'à sa mort.
Il nous reste de lui des motets, des cantates, une Passion selon saint Matthieu, ainsi que diverses œuvres de musique instrumentale. En raison de la composition de deux opéras, il perd le soutien du conseil municipal de Dantzig.